# Fernando Caldeira
Fernando Afonso Geraldes Caldeira (Borralha, 7 de novembro de 1841 — Lisboa, 2 de abril de 1894) foi um escritor português do século XIX., autor de A Mosca: monólogo em verso .  Encontram-se textos da sua autoria na revista Ilustração Popular  (1884) e também, publicados a título póstumo, no periódico O Azeitonense  (1919-1920).

## Obras
- 1877: A varina
- 1879: Os missionários
- 1880: Fló-Fló
- 1880: A mantilha de renda
- 1884: A chilena
- 1884: As nadadoras
- 1892: A madrugada